# Ascaniërs

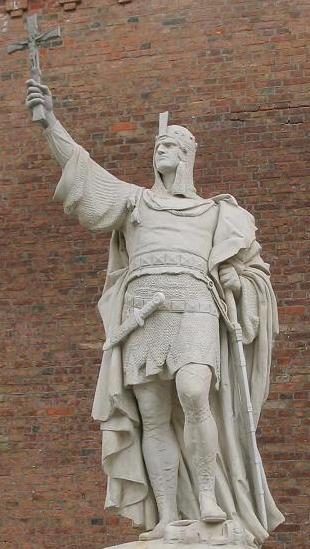
Albert I van Brandenburg.

De Ascaniërs zijn een Duitse dynastie van vorsten die vanaf 1036 bekend is.

## Geschiedenis
Als eerste vertegenwoordiger van het geslacht der Ascaniërs verschijnt in 1036 graaf Esico die in 1039 in de Schwabengau in Zuid-Duitsland leefde. Het achterkleinkind van Esico en zoon van graaf Otto de Rijke, Albrecht de Beer of Albrecht I, (rond 1100 – 1170), heroverde op 11 juni 1157 de Brandenburg op de Slavische vorst Jaxa van Köpenick, noemde zich op 3 oktober 1157 voor de eerste keer „markgraaf in Brandenburg“ en trok immigranten aan. Onder de zonen van Albrecht de Beer begon de versplintering van de macht der Ascaniërs.
- Zijn opvolger als markgraaf was Otto I van Brandenburg. Otto I zette de expansionistische politiek der Ascaniërs voort. Tegen 1300 slaagden de Ascaniers er in, de mark Brandenburg tot de Oder uit te breiden. Tussen 1253 en 1262 werden de Brandenburgse Ascaniërs ook heersers van Opper-Lausitz (tot 1319).
- Herman I (1140 – 1176) stichtte de jonge lijn van de graven van Weimar-Orlamünde.
- Bernhard III van Saksen was in het begin alleen erfgenaam van het stamland Anhalt, maar als hertog van Saksen heerste hij van 1180 over delen van het verdwenen oude hertogdom Saksen aan de Midden-Elbe, meer bepaald over de gebieden Lauenburg en Wittenberg, die in 1260 verdeeld werden. Tot 1422 voerden de Wittenbergse Ascaniërs de titel van hertog van Saksen. Later werden zij verheven tot keurvorst. Na het uitsterven van de Wittenbergse Ascaniërs (1422) ging in 1423 de keurvorstelijke waardigheid naar de Wettiner van Meißen. Van 1260 tot 1689 waren de Ascaniërs ook hertog van Saksen-Lauenburg.
- Na de dood van hertog Bernhard III van Saksen in 1212 ontstond het vorstendom Anhalt, dat echter door erfdelingen uiteenviel. Pas in 1570 was het vorstendom weer verenigd, maar in 1603 werd het alweer verdeeld. Door het uitsterven van de mannelijke lijn Anhalt-Zerbst in 1793, de mannelijke lijn Anhalt-Köthen in 1847 en de mannelijke lijn Anhalt-Bernburg in 1863 kon de lijn Anhalt-Dessau (sedert 1807 met hertogelijke waardigheid) de Anhaltse landen verenigen tot het hertogdom Anhalt en tot 1918 regeren.

Bekende leden van de lijn Anhalt waren tsarina Catharina II van Rusland (geb. prinses Sophia Frederika van Anhalt-Zerbst), vorst Lodewijk van Anhalt-Köthen-Pleß, stichter van het Vruchtbrengende Genootschap, de oude Dessauer (vorst Leopold I van Anhalt-Dessau) en Leopold Frederik Frans, stichter van de parken van Wörlitz.
De laatst regerende hertog Joachim Ernst van Anhalt, in 1918 als minderjarige enkele maanden op de troon, stierf in 1947 in Russische gevangenschap. De huidige chef van het huis der Ascaniërs is zijn zoon Eduard (1941), die op het jachtslot in Ballenstedt woont. Hij is ook grootmeester van de Huisorde van Albrecht de Beer, de huisorde van de familie.
De Ascaniërs, anders dan andere vorstengeslachten, voerden pas in 1727 het principe van de primogenituur in, waardoor hun gebieden tot dan onder alle zonen dienden verdeeld te worden. Dit leidde tot politieke versplintering en verminderde de invloed van de Ascaniërs in het Duitse Rijk.